# Giovanni Benedetti
Mons. Giovanni Benedetti (* 12. března 1917, Spello – 3. srpna 2017, Foligno) byl italský římskokatolický kněz a emeritní biskup diecéze Foligno. Byl nejstarším žijícím italským biskupem.

## Život
Narodil se 12. března 1917 ve Spellu, asi 10 km jižně od Assisi. Dne 26. května 1940 byl vysvěcen na kněze.
Dne 12. prosince 1974 jej papež Pavel VI. jmenoval pomocným biskupem Perugia a titulárním biskupem z Limaty. Biskupské svěcení přijal 23. ledna 1975 z rukou kardinála Sebastiana Baggia a spolusvětiteli byli arcibiskup Ferdinando Lambruschini a biskup Siro Silvestri.
Dne 25. března 1976 jej stejný papež ustanovil diecézním biskupem Foligna. Dne 10. října 1992 přijal papež svatý Jan Pavel II. jeho rezignaci na post biskupa Foligna, z důvodu dosažení kanonického věku 75 let.